# Cantón Baba
El cantón Baba es uno de los 13 cantones que conforman la provincia ecuatoriana, de Los Ríos. 
El cantón tiene 517,10 km² de extensión.
En el territorio babense habitan 46.642 personas, siendo el séptimo cantón más poblado de la provincia 
Su cabecera cantonal es la ciudad de Baba.

## Ubicación

### Cantones limítrofes con Baba
| Noroeste: Vinces       | Norte: Vinces | Noreste: Puebloviejo        |
| Oeste: Vinces, Salitre |               | Este: Puebloviejo, Babahoyo |
| Suroeste: Salitre      | Sur: Babahoyo | Sureste: Babahoyo           |

## Demografía
Reconociendo como población a todos quienes integran un sector, según datos publicados por el INEC (Instituto Nacional de Estadísticas y censos) del Ecuador, organismo autorizado para emitir este tipo de conocimiento, para el último año que este recopilo la población existente era de 45.296 habitantes, con un total de 22.358 mujeres y 22.938 hombres.

## Gobierno municipal
El cantón Baba, al igual que los demás cantones ecuatorianos, se rige por un gobierno municipal según lo estipulado en la Constitución Política Nacional. El Gobierno Municipal de Baba es una entidad de gobierno seccional que administra el cantón de forma autónoma al gobierno central. 
El Gobierno municipal de Baba, se rige principalmente sobre la base de lo estipulado en los artículos 253 y 264 de la Constitución Política de la República y en la Ley de Régimen Municipal en sus artículos 1 y 16, que establece la autonomía funcional, económica y administrativa de la entidad.

### Alcaldía
El poder ejecutivo del cantón es desempeñado por un ciudadano con título de alcalde de Baba, el cual es elegido por sufragio directo en una sola vuelta electoral sin fórmulas o binomios en las elecciones municipales. El Vicealcalde no es elegido de la misma manera, ya que una vez instalado el Concejo Cantonal de Baba se elegirá entre los ediles un encargado para aquel cargo. El alcalde y el Vicealcalde duran cuatro años en sus funciones, y en el caso del alcalde, tiene la opción de reelección inmediata o sucesiva. El alcalde es el máximo representante de la municipalidad y tiene voto dirimente en el concejo cantonal, mientras que el Vicealcalde realiza las funciones del alcalde de modo suplente mientras no pueda ejercer sus funciones el alcalde titular.
El alcalde cuenta con su propio gabinete de administración municipal mediante múltiples direcciones de nivel de asesoría, de apoyo y operativo. Los encargados de aquellas direcciones municipales son designados por el propio alcalde.
Actualmente la alcaldesa de Baba es Jael Melo Olvera.

### Concejo cantonal
El poder legislativo del cantón es ejercido por el Concejo Cantonal de Baba el cual es un parlamento unicameral que se constituye al igual que en los demás cantones mediante la disposición del artículo 253 de la Constitución Política Nacional. De acuerdo a lo establecido en la ley, la cantidad de miembros del concejo representa proporcionalmente a la población del cantón.
El cantón Baba posee siete concejales, los cuales son elegidos mediante sufragio (Sistema D'Hondt) y duran en sus funciones cuatro años pudiendo ser reelegidos indefinidamente. De los siete ediles, cinco representan a la población urbana mientras que dos representa a las zonas rurales. El alcalde y el vicealcalde presiden el concejo en sus sesiones. Al recién instalarse el concejo cantonal por primera vez los miembros eligen de entre ellos un designado para el cargo de vicealcalde de la ciudad.
Los miembros del concejo cantonal organizarán las distintas comisiones municipales conforme a lo preescrito en los artículos 85 y 93 de la Codificación de Ley Orgánica de Régimen Municipal. Las comisiones están conformadas por los miembros principales y suplentes del concejo cantonal y por designados dentro de las diferentes instituciones públicas del cantón. Un concejal puede ser parte de más de una comisión.

## Organización territorial
El cantón se divide en parroquias que pueden ser urbanas como , Baba (cabecera cantonal); o rurales como Guare e Isla de Bejucal, que son representadas por los Gobiernos Parroquiales ante la Alcaldía.
| División territorial/parroquia                                                                                           | Superficie (km²) | Población (hab.) |  |
| Baba (Cabecera cantonal)                                                                                                 | 172,48           | 21 974           |  |
| Guare | 233,48           | 13 881           |  |
| Isla de Bejucal | 111,14           | 10 787           |  |
| Total cantón | 517.10 km²       | 46 642 hab.      |  |
| Datos proporcionados por el Instituto Nacional de Estadísticas y Censos sobre el Censo de Población y Vivienda del 2022. |                  |                  |  |